# Konfrontative Pädagogik
Konfrontative Pädagogik ist der Oberbegriff für spezielle Handlungsstrategien im professionellen Umgang mit abweichendem und aggressivem Verhalten von Kindern und Jugendlichen. Eingesetzt wird sie insbesondere in der Sozialen Arbeit, der Schulpädagogik oder in Vollzugsanstalten.
Regelverletzungen, die sozial-kommunikative Gruppenbezüge stören oder individuelle Freiheitsrechte und die Unversehrtheit von Personen beeinträchtigen, werden nicht akzeptiert. Die auslösenden Personen werden mit diesen Regelverletzungen und ihren Folgen möglichst zeitnah konfrontiert. Formen der konfrontativen Pädagogik sind beispielsweise das Anti-Aggressivitäts-Training, das Coolness-Training oder das Konfrontative soziale Training.

## Grundlagen
Die Konfrontative Pädagogik basiert auf 12 Eckpfeilern.
- Erziehungs-Ultima-Ratio, als letzter Ausweg, wenn Akzeptanz und Feinfühligkeit nicht mehr ausreichen
- Interventionismus, um den zu Erziehenden zur Veränderung zu motivieren.
- Ansatz für Auffällige, die Mitgefühl als Schwäche betrachten
- direkt, konfrontativ, universell, Grenzen setzend
- Polizei und Justizkooperativ
- Gesellschaftskritisch
- Ansatz arbeitet, ohne Zustimmung des zu Erziehenden, nicht konfrontativ
- delikt- und defizitspezifisch
- Ansatz nutzt Eigenmotivation und äußeren „Druck“ aus Veränderungsmotivation
- Favorisierung der pädagogischen Beziehungsart
- Erziehungszielorientiert: Förderung des Sozialverhaltens, der Moral und Weiterentwicklung sowie der Handlungskompetenz der zu Erziehenden